# 横山智佐
橫山智佐（日语：／ Yokoyama Chisa，1969年12月20日—），日本女性配音員、演員。出身於東京都墨田區。身高160cm。B型血。

## 簡介
原屬ARTSVISION，曾以自由身持續事業，現為個人事務所·Bambina代表。駿台學園高等學校畢業。

## 來歷
10來歲的時候，橫山在電視上看了長篇動畫電影《魯邦三世：卡里奧斯特羅之城》之後，開始對聲配音員產生憧憬。高中時期，她利用學生放假期間前往聲優學校勝田聲優學院學習演技。但她的牙齒先天排列不整齊，因此講話口齒不清，結果被擔任講師的勝田久以「說話方式不好」的評語將她列為劣等生。此事讓橫山難過了一段很長的時間，還花了300萬日圓才將牙齒給矯正過來。
1987年，當時17歳的橫山智佐參加OVA《黑色魔法M-66》主角娜拉·菲利斯的配音成為其配音出道作。出道後，橫山也為當時看到魯邦三世的契機充滿感謝。並以隨筆作家出過著作《與魯邦相見…》三部曲，插圖都由動畫師大塚康生、魯邦三世原作者Monkey Punch親手繪製，同時她還自行設計了女主角並寫在書裡面。後在2008年7月28日的「BS動畫夜話SP《Tokoton！魯邦三世》」單元中，橫山以魯邦的粉絲身分上過該節目。
同年，高中3年級的橫山智佐參加集英社《週刊少年Jump》舉辦的讀者單元「Jump放送局」獲得拔擢，直到1995年12月節目終了為止在同一節目擔任節目助理有8年的時間。期間她曾經接受放送局長佐久間晃的嚴厲指導。後來，橫山曾在自己的著書表示私下有多次哭泣過。
自出道以來，橫山智佐大多為精神飽滿的少女、或鳥類動物獻聲。還有，她在神代知衣請產假期間代演電視動畫《烏龍少爺》。之後第一次聲演女主角是1990年播出的電視動畫《NG騎士檸檬汽水&40》角色艾拉拉·牛奶。1992年，在Red Company開發的PC Engine機種冒險遊戲《銀河少女傳說》系列為主角神樂坂優奈獻聲，這也是橫山自身第一次為遊戲主角配音。不只如此，她還有幫少年獻聲，所以她的配音經驗非常豐富，其中讓橫山為人熟知的角色是黃色哆啦A夢。而且，《櫻花大戰》、《機動新撰組 萌之劍》這2部遊戲她都有參加，所以也是廣井王子原作作品的常客。除了從事聲優工作之外，她還有積極從事音樂活動，並在聲優三矢雄二擔任總合企劃製作之下，與同行鈴木真仁組成雙人音樂組合「Pink Rainbow」。
1996年，26歳的橫山第一次在《櫻花大戰》 遊戲聲演女主角真宮寺櫻。從此以後，《櫻花大戰》陸續推出續篇和外傳作品，獲得了廣大的人氣與迴響，成為橫山的遊戲配音代表作。並扮裝成自己聲演的角色連續10多年參加《櫻花大戰 歌謠Show》的舞台公演。然後，橫山第一次在的公演進行武打表演但結果失敗，後來在最終場的公演時，重新表演之前失敗的武打、包括還有後空翻和激烈的舞步等表演，都獲得成功。28歳的時候，橫山相當關心遊戲改編成音樂劇的發展，因此在《音樂劇 櫻花大戰》（南青山少女歌劇團主演）以嘉賓身份登台之際，發表了自己的著書《我最喜愛的遊戲角色》。另外，橫山與《櫻花大戰》一起合作的同行聲優從舞台劇《櫻花大戰 歌謠Show》以來已經有10年以上的交情。值得一提的是《櫻花大戰》遊戲當時因為一度企劃要在BS放送播放電影版時有些許的難度，所以橫山在電視節目曾以嘉賓身份出席的時候有交代。
2009年11月3日，橫山在她自己的部落格宣布已經與小她11歳的男性結婚（11月1日登記）。對象是搖滾樂團“TRY POLYRHYTHM”的貝斯手CHAKA。稍早橫山接受《櫻花大戰》遊戲最終作發行紀念雜誌的專訪說「我和自己聲演的角色相反，我沒有結婚的慾望」。不過，橫山卻選在2009年11月3日這一天於自己的部落格以獨特言語很高興的表示「這是活了39歳又10個月的我第一次變更自己的戶籍」。
2014年4月19日，橫山宣布已經懷有第1胎。同年9月22日，於自己的部落格宣佈長女誕生。

## 人物
國中時期參加過的社團有網球社、田徑社、游泳社，高中時期是話劇社。此外，高中時期之前曾經是經紀公司東京寶映所屬。
在擔任Jump放送局節目助理期間，曾經取了一個暱稱叫「智佐太郎」，更早以前她以「智佐公主」作為暱稱，但橫山覺得想要更親近一點，所以才會取智佐太郎當新的暱稱。並在擔任節目助理的初期戴過黑色膠框眼鏡（後來改戴隱形眼鏡，並將形象角色從有戴眼鏡改成看起來沒有戴眼鏡的樣子）。另外，她還在自己的形象角色加入了當時流行的嚇人箱產生的擬聲詞。後來，該擬聲詞被曾經與橫山在動畫《NG騎士檸檬汽水&40》合作的同行草尾毅、與該動畫的製作人員多次使用在其它作品上。
日本職棒讀賣巨人的忠實球迷，喜歡的選手是桑田真澄。因此，橫山曾在擔任Jump放送局助理期間，熱情的幫桑田加油打氣。
另外自稱也是SMAP成員香取慎吾的粉絲。因此在綜藝節目《笑一笑又何妨！》實現了與香取一起上節目的心願。還有，她曾經與藝人千秋2人一起在《小貓丹丹》參加配音，因此同時也實現能和千秋、香取3人一起在節目中談話的機會。
交友方面，橫山與同年出道的同行森川智之是ARTSVISION旗下聲優養成學校時期認識的好友（森川談）。並在自己的著書《與魯邦相見…》書中收錄了多張與森川的合照。
90年代的時候，多次以玩家身份進行遊戲情報的取材。其中她喜歡的遊戲是《炸彈人》，並給自己取了「炸彈人女王」的封號。還有，她也是對戰格鬥遊戲的高手，當中最擅長操作的角色是《快打旋風II》的春麗和《VR快打》的莎拉·布萊恩。
家庭方面，為家中的老么，上面有2個姊姊。其中，姊姊橫山美奈為歌劇歌手。因此姊妹2人曾經以Hot Sisters的名義在劇場版動畫《魔法提琴手》擔任主題歌的主唱。還有，橫山在參演舞台劇《櫻花大戰》超級歌謠秀以來，多次邀請姊姊美奈擔任歌唱指導，並在舞台公演中姊妹2人一起同台表演。
2002年，橫山從1997年至2000年花了3年的時間撰寫、並有收錄晚餐照片拍攝為內容的著書《1000日的晚餐》出版發行。

## 逸事
橫山離開ARTSVISION之後，為了學會說英語，1994年6月23日前往澳洲參加外語課程留學有將近4個月的時間。在這期間，她聽到同事說「如果（橫山）在這時候離開日本1年的話，到時會錯失新的配音工作」這句話而感到擔心。於是，橫山利用出國留學之前的這段時間，在Hobby JAPAN的雜誌《B-CLUB》連載隨筆文章作品「橫山智佐的聲優寫真日記」，文中寫到「我在出國留學之前，會有很多人來告訴我一些好的消息，但我從海外留學回來之後，我才會知道原來任何人都是真的需要我的」。還有，橫山在參加遊戲《空想科學世界》為女主角愛迪生的配音之後，因為要推出電視動畫，所以她表示想要參加動畫版的配音，卻得到的回覆是不知道為何會變更聲優陣容。因此文中寫到面試的時候還當場直言不諱的說「為什麼要換聲優呢」「不要以為試鏡會開成了就會有人來」等等這些話（結果，橫山被分配到只有在動畫版才會登場的配角）。
橫山在《機動新撰組 萌之劍》以低沉的聲音飾演男主角坂本龍之介的時候。因為該作品的人物設定是由漫畫家高橋留美子擔任，而橫山說她自己是高橋的粉絲，所以對能有機會在該作品參演對她來說是很高興的事情。還有該作品的原作是由櫻花大戰系列的原作者廣井王子擔任。
在聲演《銀河少女傳說》系列主角神樂坂優奈期間，曾經Cosplay成自己聲演的角色參加相關的活動，然後玩具公司Hobby JAPAN也以此造型生產過人形公仔。
2005年，有媒體爆料橫山她有一次在地鐵站搭乘電扶梯時，與一名上班族起口角的八卦（事後該名上班族已經逃跑）。
2009年8月29日，橫山外出騎機車在路上時，被路邊停靠的汽車突然打開的車門撞倒在地。造成左手骨折住院了3週。並在部落格上傳骨折包紮的照片。

## 演出
粗體字表示主要角色。

### 電視動畫
1989年
- 妙手小廚師（護理人員）
- 桃太郎傳說 PEACHBOY LEGEND（貴子）
- 摔角軍團〈銀河篇〉聖戰士羅賓Jr.（日语：レスラー軍団〈銀河編〉 聖戦士ロビンJr.）（面魔綠P）

1990年
- NG騎士檸檬汽水&40（艾拉拉·牛奶）
- PEACH COMMAND 桃太郎傳說（夜叉公主）
- 勇者凱撒（月山琴美）

1991年
- 美味大挑戰（髮型師、受理小姐）
- 美食小專家（日语：OH!MYコンブ）
- 巧克力赫力（日语：おばけのホーリー）
- 猜拳人（烏魯倫）
- 絕對無敵（泉留里子）
- 麵包超人（〈初代〉、披薩女孩、風丸〈第2代〉、〈第2代〉）
- 21衛門（護理人員B、秘書、辣妹、診療機、女）
- 校園七大不可思議神秘事件（日语：ハイスクールミステリー学園七不思議）（美少女）
- 閃電霹靂車（莉塔）
- 魔法公主 明琪桃子 擁抱夢想（日语：魔法のプリンセス ミンキーモモ）
- 丸出日太夫（灰姑娘）
- 至尊勇者（畢卡琳[31]）

1992年
- 宇宙騎士騎格武士利刃（米莉）
- 烏龍少爺（日语：おぼっちゃまくん）（茶魔〈代替〉、影茶魔）
- 麵包超人（〈初代〉）
- 小貓丹丹 (1992年版)（兔子）
- 緞帶魔法姫（野野原夢子、支倉繪美、江藤 等）
- 神采飛揚（林野麻美）
- 超時空保姆（有森潮〈初代〉）
- 蜜柑繪日記（奧田志津[32]）
- YAWARA！ a fashionable judo girl！（普羅斯特、女服務生）

1993年
- 機動戰士V鋼彈（納納卡·尼布洛）
- 奇天烈大百科（晴子）
- 蠟筆小新（若林）
- 疾風無敵銀堡壘（銀城呂莉）
- 麵包超人（ライトくん、〈初代〉、〈第2代〉）
- 忍者乱太郎（鶴之城的若君）
- 幽☆遊☆白書（姆魯克）

1994年
- 霸王大系龍騎士（雷德）
- 咕嚕咕嚕魔法陣（弗莉露）

1995年
- 鬼神童子ZENKI（役小明）
- 新機動戰記鋼彈W（魯克雷茲亞·諾因（日语：ルクレツィア・ノイン））
- 空想科學世界（美絲蒂）
- 熊之噗太郎（日语：クマのプー太郎）
- 十二生肖爆烈戰士（三藏、廷卡貝兒）
- 快打旋風II V（春麗）
- 天地無用！（砂沙美、津名魅）
- 哆啦A夢 (大山羨代版)（黃色哆啦A夢〈第2代〉）

1996年
- 機動戰艦撫子號（昴·涼子）
- 麵包超人（ラッピちゃん）
- 哆啦A夢 (大山羨代版)（ユウタ）
- VS騎士檸檬汽水&40炎（牛奶〈桃風〉）
- 鋼鐵神兵（華梨）
- 魔法少女砂沙美（河合砂沙美、津名魅）

1997年
- 蠟筆小新（仁〈第2代〉）
- 天才小魚郎（鬼道幻吾總帥）
- 超魔神英雄傳（多拉卡米·多爾克）
- 新·天地無用！（砂沙美）
- 名偵探柯南（三上鈴）

1998年
- 快傑蒸汽偵探團 TV ANIMATION SERIES（紅蠍子）
- 麵包超人（藍精靈〈初代〉）
- 浪客劍心（洩矢御沙薙）

1999年
- 仙魔大戰2000（日语：ビックリマン2000）（惠公主、消防子爵）
- 怪獸農場 ～圓盤石的秘密～（日语：モンスターファーム (アニメ)）（佐倉元氣）

2000年
- 櫻花大戰 (TV動畫)（真宮寺櫻[33]）
- 麵包超人（抓飯妹妹）
- 怪獸農場 ～前往傳說之路～（佐倉元氣）

2001年
- 功夫小食神（夏美）
- 戀愛占卜師（神崎笑華、神龍）

2002年
- 猴王五九（日语：アソボット戦記五九）（費歐蕾）
- 真·女神轉生 惡魔之子 光之書&闇之書（鬼女蘭達）
- 麵包超人（パエリアさん）
- 天地無用！GXP（柾木砂沙美）
- 戰鬥陀螺（艾倫）
- 小公主優希（瑪嘉·賽蓮）
- 遊☆戲☆王 怪獸之決鬥（海馬乃亞）

2003年
- GUNSLINGER GIRL（芙蘭卡）
- 麵包超人（カステラぼうや、香蕉人〈第3代〉）
- 神奇寶貝超世代（蘭、葛蕾絲）

2004年
- 麵包超人（鮭魚卵飯妹妹）
- 去吧！墮落三人組（日语：ズッコケ三人組#アニメ『それいけ! ズッコケ三人組』）（安藤圭子、山中美代子、日野敦子）

2005年
- 機動新撰組 萌之劍 TV（坂本龍之介）
- 魔女的考驗（布蘭卡）
- 麵包超人（〈第2代〉）
- 怪傑佐羅利（小紅帽）
- 雪之女王（弗雷達）

2006年
- 妖怪人間貝姆 (2006年版)（オイン·エジェン）

2008年
- RD 潛腦調查室（烏姆蘭）

2009年
- 料理偶像（悠莉社長）
- Keroro軍曹（曹長）

2012年
- 這樣算是殭屍嗎？OF THE DEAD（妄想優）
- HUNTER×HUNTER (新版)（比司吉·酷露佳[34]）

2014年
- 愛·天地無用！（砂沙美[35]）
- 即使如此世界依然美麗（旁白[36]、特哈羅）
- 鬼燈的冷徹（餅乾、夜叉太郎）
- Hi☆sCoool！Sega女孩（真宮寺櫻）

2015年
- 翻轉☆少女（九鬼溫羅）

2016年
- 龍族拼圖X（斯特瓊jr.）

2017年
- 鬼燈的冷徹 第貳期（餅乾）
- 名偵探柯南（八卷彩實）

2019年
- POP TEAM EPIC SP 玄武篇（PIPI美〈第14話A章節〉[37][38]）

### 電影動畫
1991年
- 老人Z（三橋晴子[39]）

1994年
- 劇場版 幽☆遊☆白書：冥界死鬥篇 炎之絆（麗春花）

1995年
- 2112年多啦A夢誕生（黃色多啦A夢、多啦小子）

1996年
- 劇場版 魔法提琴手（芬兒特）
- 魯邦三世 DEAD OR ALIVE（日语：ルパン三世 DEAD OR ALIVE）（綠寶石[40]）

1998年
- 機動戰艦撫子號 -The prince of darkness-（昴·涼子）
- 新機動戰記鋼彈W Endless Waltz 特別篇（露克蕾琪亞·諾茵）
- 多啦A夢族 機械昆蟲大作戰（黃色多啦A夢）

2001年
- 櫻花大戰 活動寫真（日语：サクラ大戦 活動写真）（真宮寺櫻[41]）

2002年
- 戰鬥陀螺  THE MOVIE 激戰！小龍VS大地（ヒロシ）

2013年
- 劇場版 HUNTER×HUNTER -The LAST MISSION-（比司吉·酷露佳[42]）

### OVA
1987年
- 黑色魔法M-66（日语：ブラックマジック M-66）（娜拉·菲利斯）
- Pocket Saurus（日语：ポケットザウルス）
- 機器人公司「明治傀儡文明奇譚 ～紅髮人來襲之卷～」（日语：ロボットカーニバル）（彌生）[注 5]

1991年
- NG騎士檸檬汽水&40 EX 畢克龐貝達城冒險 愛的狂瀾大作戰（艾拉拉·牛奶）
- GALL FORCE 新世紀篇（日语：ガルフォース）（克莉絲）
- 機動戰士鋼彈0083：星塵回憶（同僚B）
- 妙齡女大亨（日语：クレオパトラD.C.）（賽拉）
- 叢林大戰（日语：ジャングルウォーズ）（美緒[43]）
- 創龍傳（麻田繪理）
- 吹泡糖危機（ADP受理小姐）

1992年
- Wolf Guy ～狼的紋章～（日语：ウルフガイ）（虎四）
- 幻想敘譚艾爾西亞（日语：幻想叙譚エルシア）（奈拉）
- 甲龍傳說（日语：甲竜伝説ヴィルガスト）
- 天地無用！魎皇鬼 (第1期)（柾木砂沙美樹雷、津名魅）
- （愛田野野香）

1993年
- 雲界迷宮ZEGUY（美希）
- NG騎士檸檬汽水&40 EX 期待興奮時空 炎之大搜査線（艾拉拉·牛奶）

1994年
- 疾風戰士銀堡壘 在銀光的旗幟下（留莉銀城）
- 天地無用！魎皇鬼 (第2期)（柾木砂沙美樹雷、津名魅）

1995年
- 銀河少女傳說 ～哀傷的賽雷茵～（日语：銀河お嬢様伝説ユナ）（神樂優奈）
- 玩偶遊戲（倉田紗南）
- 魔法少女砂沙美（河合砂沙美、津名魅）

1996年
- GALL FORCE The Revolution（菈米）
- 機動戰士鋼彈 第08MS小隊（電台DJ）
- 銀河少女傳說 ～深暗的仙女～（日语：銀河お嬢様伝説ユナ）（神樂優奈）

1997年
- 鬼神童子ZENKI外傳 ～黯鬼奇譚～（役小明）
- 新機動戰記鋼彈W Endless Waltz（魯克雷茲亞·諾因（日语：ルクレツィア・ノイン））
- 激鋼牙3 熱血大決戰!!（十兵衛）
- 櫻花大戰 櫻華絢爛（真宮寺櫻）
- 鋼鐵神兵 NEO（華梨）

1998年
- POWER DoLLS Projectα（高須奈美）

1999年
- 櫻花大戰 轟華絢爛（真宮寺櫻）

2002年
- 櫻花大戰 神崎菫 引退紀念（日语：サクラ大戦 神崎すみれ 引退記念 す・み・れ）（真宮寺櫻）

2003年
- 動畫古典文學館「枕草子」（紫式部）
- 機動新撰組 萌之劍（坂本龍之介）
- 天地無用！魎皇鬼 (第3期)（柾木砂沙美樹雷、津名魅）

2020年
- 天地無用！魎皇鬼 第五期（征木砂沙美樹雷）

### 遊戲
1989年
- 倉庫番GB版（主角）
- 天外魔境 ZIRIA（智佐）

1991年
- Wolf Fang（日语：ウルフファング）（接線員）

1992年
- 銀河大小姐傳說優奈（日语：銀河お嬢様伝説ユナ）（神樂優奈）
- 波斯王子（公主）[注 6]
- 美少女夢工場（女孩）

1993年
- Vi ～流星鎧甲～（奈納）
- 天外魔境 風雲歌舞伎傳（日语：天外魔境 風雲カブキ伝）（玲娜公主）
- 亂馬½ 白蘭愛歌（日语：らんま1/2 白蘭愛歌）（南條亞理莎）

1994年
- ADVANCED V.G（日语：ヴァリアブル・ジオ）（八島聰美）
- Card Angels（桐嶋美樹）
- 對戰益智球（日语：対戦ぱずるだま）（澤田麻由）
- 女神天國（日语：女神天国）（露露貝露）
- 夢幻模擬戰II（雪麗）
- 露娜 永恆之藍（露西雅）

1995年
- 風之傳說世外桃源II（日语：風の伝説ザナドゥ）（魯米娜）
- 鬼神童子ZENKI FX 金剛炎鬥（役小明）
- 銀河大小姐傳說優奈2 永遠的公主（神樂坂優奈）
- 空想科學世界（美絲蒂）[注 7]
- （繪美里）

1996年
- （米莉）
- 銀河大小姐傳說優奈FX 哀傷的賽雷茵（神樂坂優奈）
- 銀河大小姐傳說優奈REMIX（神樂坂優奈）
- 空想科學世界（美絲蒂）[注 8]
- （芭蒂）
- 櫻花大戰（真宮寺櫻）
- 時空偵探DD 幻影羅蕾萊（日语：時空探偵DD 幻のローレライ）（霧姬·艾斯曼）
- 前進吧！對戰益智球（日语：対戦ぱずるだま#進め!対戦ぱずるだま）（澤田麻由）
- 真愛故事（日语：トゥルー・ラブストーリー）（春日千晴）
- 桃太郎電鐵HAPPY（日语：桃太郎電鉄HAPPY）（夜叉公主）

1997年
- 惡魔城X 月下夜想曲（瑪莉亞·里納特）
- 銀河大小姐傳說優奈3 LIGHTNING ANGEL（神樂坂優奈）
- 大神一郎奮鬥記 ～來自櫻花大戰歌歌謠Show「紅蜥蜴」～（真宮寺櫻）[注 8]
- 超級機器人大戰F（魯克雷茲亞·諾因（日语：ルクレツィア・ノイン））
- Stand By Say You！（日语：スタンバイSay You!）（克萊兒）
- 天外魔境 第四默示錄（日语：天外魔境 第四の黙示録）（NPC）
- White Diamond（莉絲汀）
- 洛克人DASH 鋼鐵之心（日语：ロックマンDASH 鋼の冒険心）（哥布、亞美莉安、記者）

1998年
- animefreakFX（日语：アニメフリークFX） Vol.6
- 火星物語（日语：火星物語）（酷耶斯、安薩、希爾比）
- 銀河大小姐傳說優奈 FINAL EDITION（神樂坂優奈）
- 黑須偵探物語（日语：クロス探偵物語）（西山友子）
- 千劍物語（日语：サウザンドアームズ）（奈露莎·史泰勒斯）
- 櫻花大戰 帝擊俱樂部（真宮寺櫻）
- 櫻花大戰2 ～願君平安～（真宮寺櫻）
- 時空偵探DD2 叛逆的阿普薩拉爾（霧姫・艾斯曼）
- 超級機器人大戰F 完結篇（魯克雷茲亞·諾因）
- 魯邦三世 D2MANGA（峰不二子）

1999年
- SD鋼彈 G世代-ZERO（魯克雷茲亞·諾因）
- ONE ～光輝的季節～（七瀨留美）
- 心跳ON AIR2
- 多蓉與哥布（日语：トロンにコブン）（哥布）

2000年
- SD鋼彈 G世代-F（魯克雷茲亞·諾因、菈·美拉·露那）
- 大神一郎奮鬥記 ～來自櫻花大戰歌歌謠Show「紅蜥蜴」～（真宮寺櫻）[注 9]
- 超級機器人大戰α（魯克雷茲亞·諾因）
- Dog of Bay（薇薇安）
- 洛克人DASH2 龐大的遺產（日语：ロックマンDASH2）（哥布）

2001年
- SD鋼彈 G世代-F.I.F（魯克雷茲亞·諾因、菈·美拉·露那）
- 櫻花大戰3 ～巴黎在燃燒嗎～（真宮寺櫻）
- 超級機器人大戰α外傳（魯克雷茲亞·諾因）
- 超級機器人大戰α for Dreamcast（魯克雷茲亞·諾因）

2002年
- SD鋼彈 G世代-DA（魯克雷茲亞·諾因）
- SD鋼彈 G世代 NEO（魯克雷茲亞·諾因）
- 機動新撰組 萌之劍（本龍之介）
- 櫻花大戰4 ～戀愛吧少女～（真宮寺櫻）
- 超級機器人大戰IMPACT（日语：スーパーロボット大戦IMPACT）（昴·涼子）

2003年
- 第2次超級機器人大戰α（魯克雷茲亞·諾因）

2004年
- SD鋼彈 G世代 SEED（魯克雷茲亞·諾因）
- 櫻花大戰VEpisode0 ～荒野的少女武士～（日语：サクラ大戦V EPISODE 0〜荒野のサムライ娘〜）（真宮寺櫻）
- 超級機器人大戰MX（昴·涼子）

2005年
- Another Century's Episode（魯克雷茲亞·諾因、昴·涼子）
- 櫻花大戰 5 ～再見，吾愛～（日语：サクラ大戦V 〜さらば愛しき人よ〜）（真宮寺櫻）
- 超級機器人大戰MX  PORTABLE（昴·涼子）
- 第3次超級機器人大戰α 終焉之銀河（魯克雷茲亞·諾因）
- 天外魔境III NAMIDA（鶇）
- NAMCO x CAPCOM（哥布、天現寺弘美）

2006年
- Another Century's Episode 2（魯克雷茲亞·諾因、昴·涼子）
- SD鋼彈 G世代 PORTABLE（魯克雷茲亞·諾因）

2007年
- Another Century's Episode 3 THE FINAL（昴·涼子）

2008年
- 超級機器人大戰A PORTABLE（魯克雷茲亞·諾因、昴·涼子）
- 戲劇性迷宮 櫻花大戰 ～因為有你～（日语：ドラマチックダンジョン サクラ大戦 〜君あるがため〜）（真宮寺櫻）

2009年
- SD鋼彈 G世代 WARS（魯克雷茲亞·諾因）
- 超級機器人大戰NEO（日语：スーパーロボット大戦NEO）（艾拉拉·牛奶）

2011年
- SD鋼彈 G世代 WORLD（魯克雷茲亞·諾因）
- 第2次超級機器人大戰Z 破界篇（魯克雷茲亞·諾因）

2012年
- 第2次超級機器人大戰Z 再世篇（魯克雷茲亞·諾因）
- PROJECT X ZONE（真宮寺櫻[44]、哥布[45]）

2013年
- 超級機器人大戰Operation Extend（艾拉拉·牛奶）

2014年
- 三國志英歌（貂蟬[46]）
- 第3次超級機器人大戰Z 時獄篇（魯克雷茲亞·諾因）

2015年
- 超級機器人大戰BX（昴·涼子）
- 第3次超級機器人大戰Z 天獄篇（魯克雷茲亞·諾因）
- PROJECT X ZONE 2：BRAVE NEW WORLD（日语：PROJECT X ZONE 2:BRAVE NEW WORLD）（真宮寺櫻[47]）

2016年
- 碧藍幻想（真宮寺櫻[48]）
- 白貓Project（比司吉·酷露佳[49]）
- 鎖鏈戰記 ～絆之新大陸～（真宮寺櫻[50]）

2017年
- 超級機器人大戰X-Ω（日语：スーパーロボット大戦X-Ω）（真宮寺櫻[51]）
- 超級機器人大戰V（昴·涼子）

2018年
- 超級機器人大戰X（魯克雷茲亞·諾因）

2019年
- JUMP FORCE（比司吉·酷露佳）
- 新櫻花大戰（夜叉）

### 外語配音
※作品依英文名稱及英文原名排序。

#### 電影
- 俏奶媽俱樂部（英语：The Baby-Sitters Club (film)）（克斯蒂·湯瑪斯〈莎勒·費斯克（英语：Schuyler Fisk）〉）
- 旋轉木馬（瑪賽蓮娜）
- 玻璃之城（洪康橋〈張新悅〉）
- 獨領風騷（雪里琳·霍洛維茲〈艾莉西亞·席薇史東〉）※VHS版。
- 春風化雨（克莉絲）
- 私刑教育（勞倫）
- 高鐵驚爆點（英语：Evasive Action (film)）（艾力克斯·基特納）
- 新岳父大人
- 返家十萬里（艾米·奧爾登〈安娜·派昆〉）※影碟版。
- 十三號星期五（亞曼達）
- 親愛的，我把孩子放大了（英语：Honey, I Blew Up the Kid）（曼蒂·帕克〈凱莉·羅素〉）※影碟版。
- 勇闖魔鬼城（英语：If Looks Could Kill (film)）（瑪莉絲卡·布拉德〈嘉伯莉·安沃（英语：Gabrielle Anwar）〉）
- 絕地再生
- 魔鬼孩子王（英语：Kindergarten Cop）（小孩）
- 大地英豪（愛莉絲·門羅〈喬迪·梅〉）※VHS版。
- 天才小麻煩（英语：Leave It to Beaver）（凱倫）
- 生死迷局（英语：Möbius (film)）（艾莉絲·拉蒙德〈西西莉·迪·法蘭斯〉）
- 小鬼初戀（瓦達·蘇爾滕富斯〈安娜·克倫斯基〉）※機內上映版。
- 驚爆點（英语：Point Break） ※影碟版。
- 驚聲尖叫2（哈利）
- 長毛狗（英语：The Shaggy Dog (1959 film)）（艾利森·達勒西奧〈安妮特·富尼切洛（英语：Annette Funicello）〉）
- 孔雀王
- 領帶之謎（英语：The Tie That Binds (1995 film)）（珍妮）
- 新十二生肖

#### 電視影集
- 驚異傳奇 (第2季)（英语：Amazing Stories (1985 TV series)）（約拿）
- 急診室的春天（琳達·法洛〈安德莉亞·帕克（英语：Andrea Parker）〉）
- 雞皮疙瘩（英语：Goosebumps (TV series)）（朱蒂絲）※NHK版。
- 納什大橋 (第3季)（英语：Nash Bridges）（伊莎貝拉）
- 清秀小佳人（英语：Road to Avonlea）（安娜）
- Skippy the Bush Kangaroo（英语：Skippy the Bush Kangaroo）（哈蒙德）
- 銀河飛龍（梅麗莎、貝多利爾、庫斯勒）
- 神秘召喚（艾弗里·畢曉普〈麗茲·凱普蘭〉）

#### 動畫
- 救難小福星（艾略特）

### 電影
- 時空戰士 魅鬼（魅鬼）
- Precious Memory「降落傘消失的夏天」（橫山智佐）

### 電視劇
- （橘）

### 實境
- Heavenly Voices（橫山智佐）
- 怪獸農場特別篇 ～探索動畫的秘密～

### MC
- 加油！SD鋼彈大行進（日语：機動戦士SDガンダム）（司儀）

### 廣告
- 銀河少女傳說（日语：銀河お嬢様伝説ユナ）（神樂坂優奈）
- 櫻花大戰2 ～願君平安～（真宮寺櫻）
- 火星物語（飾演母親）
- 超級機器人大戰A PORTABLE（昴·涼子）

### 舞台
- 櫻花大戰 歌謠Show（真宮寺櫻）
- 草原上的人（2003年2月7日－2月23日，松浦亞彌主演的音樂劇）（橘麻里子）
- Mr.PINSTRIPE
- 音樂劇 銀河天使 Re-MIX（アイスヴァイン）
- 朗讀劇 LOVE LETTERS（日语：ラヴ・レターズ）（2004年12月1日，PARCO劇場（日语：PARCO劇場））[注 10]
- 朗讀劇 電車男（克里奧）
- 音樂劇 明琪桃子 鏡子中的公主（日语：魔法のプリンセス ミンキーモモ#ミュージカル）（鏡子王國王妃）
- 舞台 我們仍未知道那天所看見的花名。（宿海塔子）

### 廣播節目
- 動畫情報局廣播雜誌（日语：ポップス・アニメ情報局）（1987年4月－10月，東海放送（日语：東海ラジオ放送）[注 11]）
- 情報局（1987年10月－11月）
- Super Friday All-Japan Best 20（日语：スーパーフライデー オールジャパンベスト20）（1997年10月－1999年3月，TOKYO FM）
- 廣井王子的Multi天國→廣井王子的Multi天丼→廣井王子的丸天Cha Cha！→廣井王子的丸天Mix！（日语：広井王子のマルチ天国）（1994年4月－2007年3月，文化放送，星期六25時00分－25時30分）
- Game Walker Net（TBS廣播）
- 金澤王國（FM N1（日语：FMエヌ・ワン））
- 銀河少女電波電台（日语：銀河お嬢様伝説ユナ）
- 魔法少女砂沙美 Chisa的魔法之夜（日语：ファンタジーワールド）

### 廣播劇CD、卡式錄音帶
- animate卡式錄音帶精選輯（日语：アニメイトカセットコレクション） 機動戰艦撫子號 （昴·涼子、淳平[52]）
- animate卡式錄音帶精選輯 機動戰艦撫子號2 （昴·涼子、淳平）
- animate卡式錄音帶精選輯 VS騎士檸檬汽水&40炎 （桃風）
- Anime店長（日语：アニメ店長）（流惠）
- 形象專輯 幸運女神（森里惠）
- （山折月葉）
- FALCOM SPECIAL BOX（日语：ファルコムスペシャルBOX） '95 CD廣播劇 風之傳說世外桃源II（日语：風の伝説ザナドゥ）（露米娜）
- 岸和田博士的愛情科學（日语：岸和田博士の科学的愛情）（白鳥帕魯子）
- CD劇場 勇者鬥惡龍II（日语：CDシアター ドラゴンクエスト）（納納）
- CD廣播劇 風之傳說世外桃源II 女主角們的生日（日语：風の伝説ザナドゥ）（露米娜）
- CD廣播劇 TARAKO PAPPARA PARADISE（露米娜）
- CD廣播劇 天外魔境(1) 風雲歌舞伎傳 美國人異聞 凱旋公開！歌舞伎傳顛末記（日语：天外魔境 風雲カブキ伝#ドラマCD）（玲娜公主）
- CD廣播劇 天外魔境(2) 風雲歌舞伎傳 美國人異聞 大陸橫貫鐵道搔動記（玲娜公主、劇中歌曲）
- 快打旋風ZERO外傳 ～春麗的旅程之章～（春麗）
- 快打旋風ZERO2外傳 最危險的女高中生·櫻（春麗）
- CD廣播劇 天外飯店（鶇）
- 魔法提琴手（芬兒特）
- CD BOOK 花樣男子（牧野杉菜）
- 花之飛鳥組！（日语：花のあすか組!#ドラマCD1）（步）
- Pocket Love（日语：ポケットラブ）（篠澤桃世）
- Popful Mail Paradise 2（日语：ぽっぷるメイル）（瑪莉露）
- P.S.3桑 ～開幕盤～（日语：P.S.すりーさん）（聖誕老人）

### 綜藝節目
- 天
- 桃&桃大解剖！（MONDO21（日语：MONDO TV））
- 中居正廣的我們大家都還活著（日语：中居正広のボクらはみんな生きている）（黑猩猩的加速）

### 其它
- Jump放送局（日语：ジャンプ放送局）（「週刊少年Jump」讀者投稿）
- 魁！音樂排行榜（外國人MC女士“D”的日語配音[注 12]、旁白[注 13]）

## 音樂作品

### 單曲
- DASH!! -『迷你四驅賽車』主題歌曲-（B面歌曲）
- wing（『火星物語（日语：火星物語）』主題歌曲）（B面歌曲[注 14]）
- （『蜜柑繪日記』主題歌曲）（B面歌曲「赤」）
- （『天地無用！魎皇鬼 (第2期)』系列主題歌曲）（B面歌曲）
- Funny Funny Little Girl（『銀河少女傳說2（日语：銀河お嬢様伝説ユナ#銀河お嬢様伝説ユナ2）』&『銀河少女傳說 ～哀傷的賽雷茵～（日语：銀河お嬢様伝説ユナ#銀河お嬢様伝説ユナ〜哀しみのセイレーン〜）』主題歌曲）（B面歌曲）

### 專輯
- 7物語（經由公開募集票選結果決定歌名的歌曲）
- 愛才能（經由公開募集票選結果決定歌名的歌曲）
- A-B-Chisa（えびちさ）
- f【éf】
- Chisa and The Heaven & Earth Band Live In L.A.
- Magical Fantasia World
- LOVe的傳說[注 14]
- [注 14]
- Best Selection

## 著書
未標示出版社說明均由MediaWorks發行。
- 與魯邦相見… 橫山智佐 通往聲優之路（1994月5月）
- 與魯邦相見…〈2〉 橫山智佐 熱騰騰的聲優物語（1995月9月）
- 與魯邦相見…〈3〉 橫山智佐 聲優活潑奮鬥記（1996月4月）
- 天使賜予的假日（1995月4月）
- 智佐太郎的畢業專輯（1997月10月）
- 我最喜愛的遊戲角色（1997年10月）
- 1000日的晚餐（2002月8月，SB Creative）

## 腳註

## 外部連結
- （日語）－橫山智佐的官方個人網站。
- （日語）－橫山智佐的官方個人部落格。